# A Story About My Uncle
A Story About My Uncle (с англ. — «История о моём дяде») — это приключенческий платформер от первого лица, разработанная шведской студией Gone North Games и выпущена Coffee Stain 28 мая 2014 года на платформах Windows, Linux, macOS.

## Разработка
По словам одного из программистов Gone North Games Себастьяна Эрикссона, первой идеей для разработки игры была "возможность играться с гравитацией — перевернуть всё вверх дном. Себастьян долго игрался с этой механикой и в конце концов вся игра была построена вокруг игр с гравитацией.
Разработка игры началась в 2012 году на движке Unreal Engine 3 и велась небольшой группой студентов из Университета Сёдертёрна. Игра была разработана всего за 3 месяца для конкурса в университете: студенты должны были создать «не жестокую игру от первого лица, используя движок Unreal Engine». Впоследствии, они решили основать свою собственную студию под названием Gone North Games. По словам Себастьяна Зетреуса, они научились пользоваться движком всего за десять недель и за это время успели собрать прототип A Story About My Uncle.
Впервые игра была выпущена 30 июля 2012 года в качестве бесплатной демо-версии. Чуть позже, эта демо-версия была номинирована на игру года на шведской премии «Game Awards». Затем разработчики начали сотрудничать со шведской компанией Coffee Stain, которая в дальнейшем выступила издателем проекта. Игра была выпущена 28 мая 2014 года.

## Критика
| Сводный рейтинг       | Сводный рейтинг |
| Агрегатор             | Оценка          |
| --------------------- | --------------- |
| GameRankings          | 73,58 %         |
| Metacritic            | (PC) 73/100     |
| OpenCritic            | 79/100          |
| Иноязычные издания    |                 |
| Издание               | Оценка          |
| IGN                   | (PC) 7,8/10     |
| Jeuxvideo.com         | (PC) 16/20      |
| Русскоязычные издания |                 |
| Издание               | Оценка          |
| «Канобу»              | 7/10            |

Согласно агрегатору рецензий Metacritic, игра получила оценку в 73 балла из 100, которая основана на 24 рецензиях. По состоянию на январь 2021 года, игра имеет 92 % положительных обзоров в Steam при 11,100 рецензиях.
В 2012 году игра была номинирована на звание лучшей шведской игры на Swedish Game Awards.
Летом 2018 года, благодаря уязвимости в защите Steam Web API, стало известно, что точное количество пользователей сервиса Steam, которые играли в игру хотя бы один раз, составляет 433 874 человек.